# Wolfgang Sofsky
Wolfgang Sofsky (* 1952 en Kaiserslautern), es un sociólogo, periodista y escritor alemán, que ha estudiado los campos alemanes y el par terror-seguridad en el presente. 

## Vida
Sofsky estudió Sociología, Filosofía y ciencias políticas. Se doctoró en 1981 en la Universidad de Göttingen con Theoretischen Studien über die Methoden und Strukturen sozialer Erfahrung und Interaktion. Estudió Sociología en dicha Universidad, y hasta el verano de 2000 en la Universidad de Erfurt. Su trabajo de habilitación como profesor fue Die Ordnung des Terrors - Das Konzentrationslager, sobre los campos de exterminio.
Vive como profesor en Göttingen. Escribe habitualmente en Neue Zürcher Zeitung, en Frankfurter Allgemeine Zeitung, y en Die Welt.
El pensamiento de Sofsky arranca de Elias Canetti, concretamente de Masa y poder, y ha analizado la situación contemporánea desde esa perspectiva.
Ha recibido los premios más destacados de su país, como el Scholl de 1993, por su libro sobre los Lager alemanes. En 2003 escribió sobre la guerra en Irak. Su Defensa de lo privado ha merecido grandes alabanzas ("quien no tenga algo que ocultar ha renunciado ya a su libertad", escribe ahí).

## Obra
- Revolution und Utopie. Bemerkungen zur Emanzipationstheorie im fortgeschrittenen Kapitalismus, Frankfurt a.M., Makol, 1971.
- Die Ordnung sozialer Situationen. Theoretische Studien über die Methoden und Strukturen sozialer Erfahrung und Interaktion. TD, 1983.
- Figurationen sozialer Macht. Autorität, Stellvertretung, Koalition, Frankfurt a.M., Suhrkamp, 1994, con Rainer Paris.
- Traktat über die Gewalt,Frankfurt a.M., Fischer, 1996. Tr.: Tratado sobre la violencia, Abada, 2006.
- Die Ordnung des Terrors: Das Konzentrationslager. Frankfurt a.M., Fischer, 1997. El orden del terror.
- Zeiten des Schreckens – Amok Terror Krieg, Frankfurt a.M., Fischer, 2002. Tr.: Tiempos de horror: amok, violencia y guerra, Siglo XXI, 2004.
- Operation Freiheit – Der Krieg im Irak, Frankfurt a.M., Fischer, 2003. Operación Libertad. La guerra en Irak.
- Das Prinzip Sicherheit, Frankfurt a.M., Fischer, 2005. El principio Seguridad.
- Verteidigung des Privaten. Eine Streitschrift, Munich, Beck, 2007. Tr.: Defensa de lo privado, Pre-Textos, 2009.

## Entrevistas
- „Menschen pflegen nun einmal Böses zu tun“ (enlace roto disponible en Internet Archive; véase el historial, la primera versión y la última).. In: WZ Nr. 454, 2002
- Wir kehren zurück in historisch normale, gefährliche Zeiten. Herrschaft ist informationsgierig: Ein Gespräch mit dem Soziologen Wolfgang Sofsky über Terror, Überwachung und die Illusion der Sicherheit. In: SZ, 24. August 2006, 11.
- Wie kommt es zu Gewalt? Es geht um Rituale, nicht um Inhalte. In: Frankfurter Allgemeine Sonntagszeitung Nr. 22, 3. Juni 2007, 30.
- „Die Freiheit ist kein Idyll, sondern eine Aufgabe“. In: Frankfurter Allgemeine Sonntagszeitung Nr. 29, 22. Juli 2007, 22.
- Bombenkrieg: „Die Dinge beim Namen nennen“, GEO Magazin Nr. 02/2003